# Championnats du monde de triathlon 2012
Navigation
Édition précédente Édition suivante
Les Championnats du monde de triathlon 2012 sont composés de 8 courses organisées par la Fédération internationale de triathlon (ITU) dont 1 grande finale. Chacune des courses est disputée au format olympique soit 1 500 m de natation, 40 km de cyclisme et 10 km de course à pied. La course prévue le 15 mai 2011 à Yokohama au Japon a été reportée au 19 septembre de la même année après la grande finale de Pékin, en raison du séisme de mars 2011 et de ses conséquences. Cette course est comptabilisée comme la première manche de ces Championnats du monde de triathlon 2012.

## Calendrier
| Date                 | Ville             | Pays             |
| -------------------- | ----------------- | ---------------- |
| 18-19 septembre 2011 | Yokohama          | Japon            |
| 14-15 avril 2012     | Sydney            | Australie        |
| 10-12 mai 2012       | San Diego         | États-Unis       |
| 26-27 mai 2012       | Madrid            | Espagne          |
| 23-24 juin 2012      | Kitzbühel         | Autriche         |
| 21-22 juillet 2012   | Hambourg          | Allemagne        |
| 25-26 août 2012      | Stockholm         | Suède            |
| 29-30 septembre 2012 | Yokohama          | Japon            |
| 20-21 octobre 2012   | Auckland (Finale) | Nouvelle-Zélande |

## Résultats

### Yokohama
| Position | Hommes                | Hommes   | Hommes          | Femmes        | Femmes           | Femmes          |
| Position | Nom                   | Pays     | Temps           | Nom           | Pays             | Temps           |
| -------- | --------------------- | -------- | --------------- | ------------- | ---------------- | --------------- |
|          | João Silva            | Portugal | 1 h 49 min 21 s | Andrea Hewitt | Nouvelle-Zélande | 1 h 59 min 17 s |
|          | Alexander Bryukhankov | Russie   | 1 h 49 min 35 s | Emma Moffatt  | Australie        | 1 h 59 min 30 s |
|          | Dmitry Polyansky      | Russie   | 1 h 50 min 04 s | Kate McIlroy  | Nouvelle-Zélande | 1 h 59 min 44 s |

### Sydney
| Position | Hommes         | Hommes         | Hommes          | Femmes        | Femmes           | Femmes          |
| Position | Nom            | Pays           | Temps           | Nom           | Pays             | Temps           |
| -------- | -------------- | -------------- | --------------- | ------------- | ---------------- | --------------- |
|          | Steffen Justus | Allemagne      | 1 h 51 min 04 s | Erin Densham  | Australie        | 2 h 01 min 28 s |
|          | Richard Murray | Afrique du Sud | 1 h 51 min 12 s | Helen Jenkins | Royaume-Uni      | 2 h 01 min 37 s |
|          | Laurent Vidal  | France         | 1 h 51 min 14 s | Andrea Hewitt | Nouvelle-Zélande | 2 h 01 min 44 s |

### San Diego
| Position | Hommes            | Hommes         | Hommes          | Femmes        | Femmes      | Femmes          |
| Position | Nom               | Pays           | Temps           | Nom           | Pays        | Temps           |
| -------- | ----------------- | -------------- | --------------- | ------------- | ----------- | --------------- |
|          | Jonathan Brownlee | Royaume-Uni    | 1 h 48 min 47 s | Helen Jenkins | Royaume-Uni | 1 h 58 min 21 s |
|          | Sven Riederer     | Suisse         | 1 h 48 min 52 s | Erin Densham  | Australie   | 1 h 59 min 26 s |
|          | Richard Murray    | Afrique du Sud | 1 h 49 min 01 s | Laura Bennett | États-Unis  | 2 h 00 min 11 s |

### Madrid
| Position | Hommes                | Hommes      | Hommes          | Femmes               | Femmes  | Femmes          |
| Position | Nom                   | Pays        | Temps           | Nom                  | Pays    | Temps           |
| -------- | --------------------- | ----------- | --------------- | -------------------- | ------- | --------------- |
|          | Jonathan Brownlee     | Royaume-Uni | 1 h 51 min 49 s | Nicola Spirig        | Suisse  | 2 h 06 min 35 s |
|          | Alexander Bryukhankov | Russie      | 1 h 52 min 28 s | Aileen Morrison      | Irlande | 2 h 06 min 38 s |
|          | Dmitry Polyansky      | Russie      | 1 h 52 min 54 s | Barbara Riveros Diaz | Chili   | 2 h 06 min 40 s |

### Kitzbühel
| Position | Hommes            | Hommes      | Hommes          | Femmes        | Femmes           | Femmes          |
| Position | Nom               | Pays        | Temps           | Nom           | Pays             | Temps           |
| -------- | ----------------- | ----------- | --------------- | ------------- | ---------------- | --------------- |
|          | Alistair Brownlee | Royaume-Uni | 1 h 50 min 13 s | Nicola Spirig | Suisse           | 2 h 05 min 37 s |
|          | Jonathan Brownlee | Royaume-Uni | 1 h 51 min 02 s | Lisa Nordén   | Suède            | 2 h 05 min 40 s |
|          | Javier Gómez      | Espagne     | 1 h 51 min 18 s | Andrea Hewitt | Nouvelle-Zélande | 2 h 05 min 43 s |

### Hambourg
| Position | Hommes         | Hommes         | Hommes      | Femmes       | Femmes     | Femmes      |
| Position | Nom            | Pays           | Temps       | Nom          | Pays       | Temps       |
| -------- | -------------- | -------------- | ----------- | ------------ | ---------- | ----------- |
|          | Richard Murray | Afrique du Sud | 51 min 48 s | Erin Densham | Australie  | 56 min 07 s |
|          | Javier Gómez   | Espagne        | 51 min 53 s | Emma Moffatt | Australie  | 56 min 19 s |
|          | Steffen Justus | Allemagne      | 51 min 59 s | Sarah Groff  | États-Unis | 56 min 21 s |

### Stockholm
| Position | Hommes            | Hommes      | Hommes      | Femmes               | Femmes   | Femmes          |
| Position | Nom               | Pays        | Temps       | Nom                  | Pays     | Temps           |
| -------- | ----------------- | ----------- | ----------- | -------------------- | -------- | --------------- |
|          | Jonathan Brownlee | Royaume-Uni | 54 min 24 s | Lisa Nordén          | Suède    | 1 h 00 min 36 s |
|          | Javier Gómez      | Espagne     | 54 min 31 s | Maaike Caelers       | Pays-Bas | 1 h 00 min 45 s |
|          | Vincent Luis      | France      | 54 min 35 s | Barbara Riveros Diaz | Chili    | 1 h 00 min 55 s |

### Yokohama
| Position | Hommes           | Hommes   | Hommes          | Femmes         | Femmes    | Femmes          |
| Position | Nom              | Pays     | Temps           | Nom            | Pays      | Temps           |
| -------- | ---------------- | -------- | --------------- | -------------- | --------- | --------------- |
|          | João Silva       | Portugal | 1 h 48 min 44 s | Lisa Nordén    | Suède     | 1 h 59 min 07 s |
|          | Javier Gómez     | Espagne  | 1 h 48 min 57 s | Anne Haug      | Allemagne | 1 h 59 min 07 s |
|          | Dmitry Polyansky | Russie   | 1 h 49 min 10 s | Maaike Caelers | Pays-Bas  | 1 h 59 min 12 s |

### Finale: Auckland
| Position | Hommes            | Hommes      | Hommes          | Femmes               | Femmes     | Femmes          |
| Position | Nom               | Pays        | Temps           | Nom                  | Pays       | Temps           |
| -------- | ----------------- | ----------- | --------------- | -------------------- | ---------- | --------------- |
|          | Javier Gómez      | Espagne     | 2 h 00 min 29 s | Anne Haug            | Allemagne  | 2 h 10 min 48 s |
|          | Jonathan Brownlee | Royaume-Uni | 2 h 00 min 31 s | Gwen Jorgensen       | États-Unis | 2 h 11 min 00 s |
|          | Sven Riederer     | Suisse      | 2 h 01 min 18 s | Barbara Riveros Diaz | Chili      | 2 h 11 min 01 s |

## Classements généraux

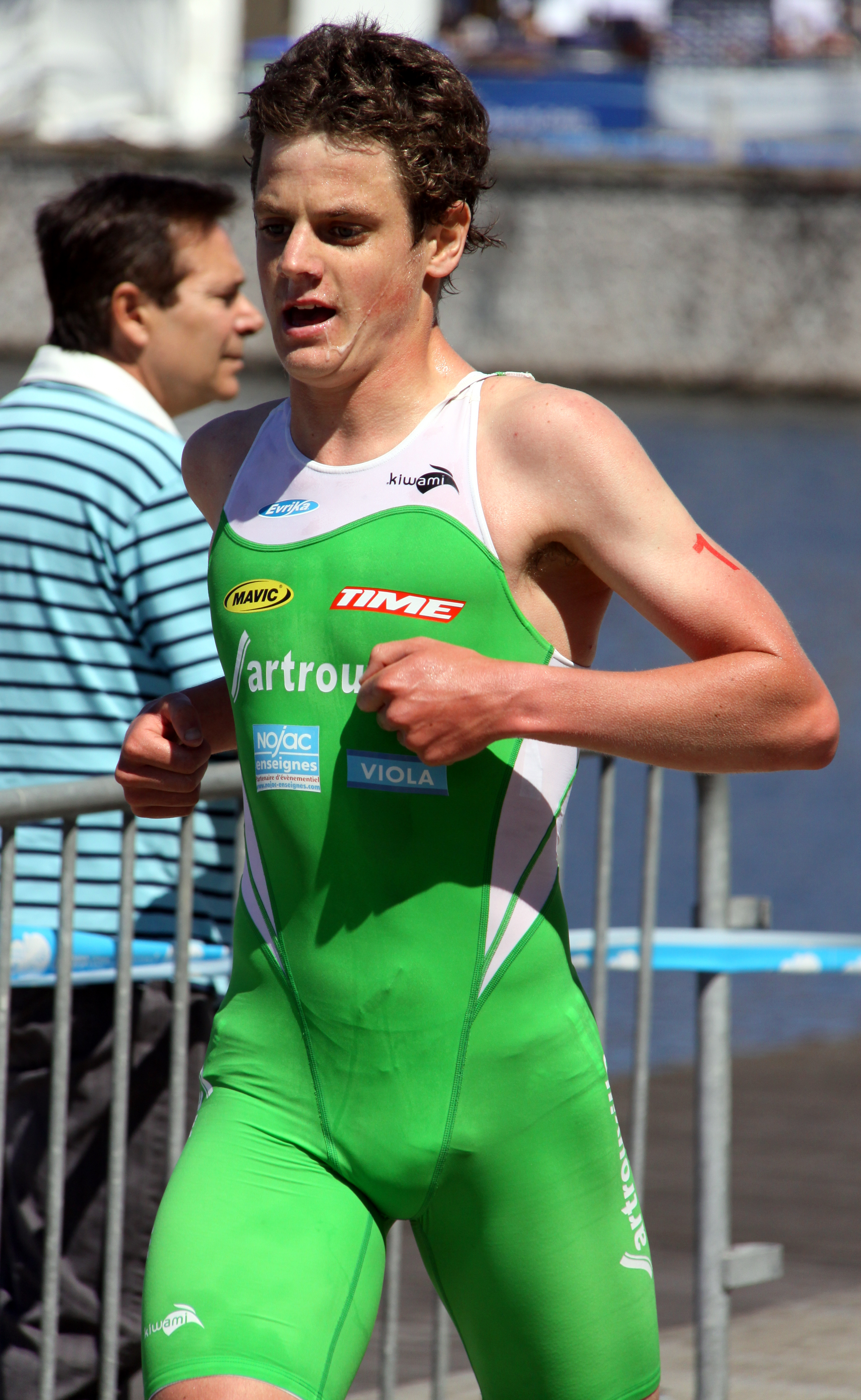
Jonathan Brownlee - Champion du Monde (2012)

| Rang | Nom                   | Points |
| ---- | --------------------- | ------ |
| 1    | Jonathan Brownlee     | 4935   |
| 2    | Javier Gómez          | 4845   |
| 3    | Dmitry Polyansky      | 3822   |
| 4    | Sven Riederer         | 3773   |
| 5    | Richard Murray        | 3575   |
| 6    | Steffen Justus        | 3564   |
| 7    | Alexander Bryukhankov | 3285   |
| 8    | Laurent Vidal         | 2772   |
| 9    | João Silva            | 2682   |
| 10   | David Hauss           | 2519   |

| Rang | Nom                  | Points |
| ---- | -------------------- | ------ |
| 1    | Lisa Nordén          | 4531   |
| 2    | Anne Haug            | 4340   |
| 3    | Andrea Hewitt        | 3893   |
| 4    | Barbara Riveros Diaz | 3707   |
| 5    | Erin Densham         | 3611   |
| 6    | Nicola Spirig        | 3264   |
| 7    | Sarah Groff          | 3232   |
| 8    | Ainhoa Murua         | 3065   |
| 9    | Gwen Jorgensen       | 3048   |
| 10   | Kate McIlroy         | 3044   |

## Autres

### Championnats du monde espoir (U223)

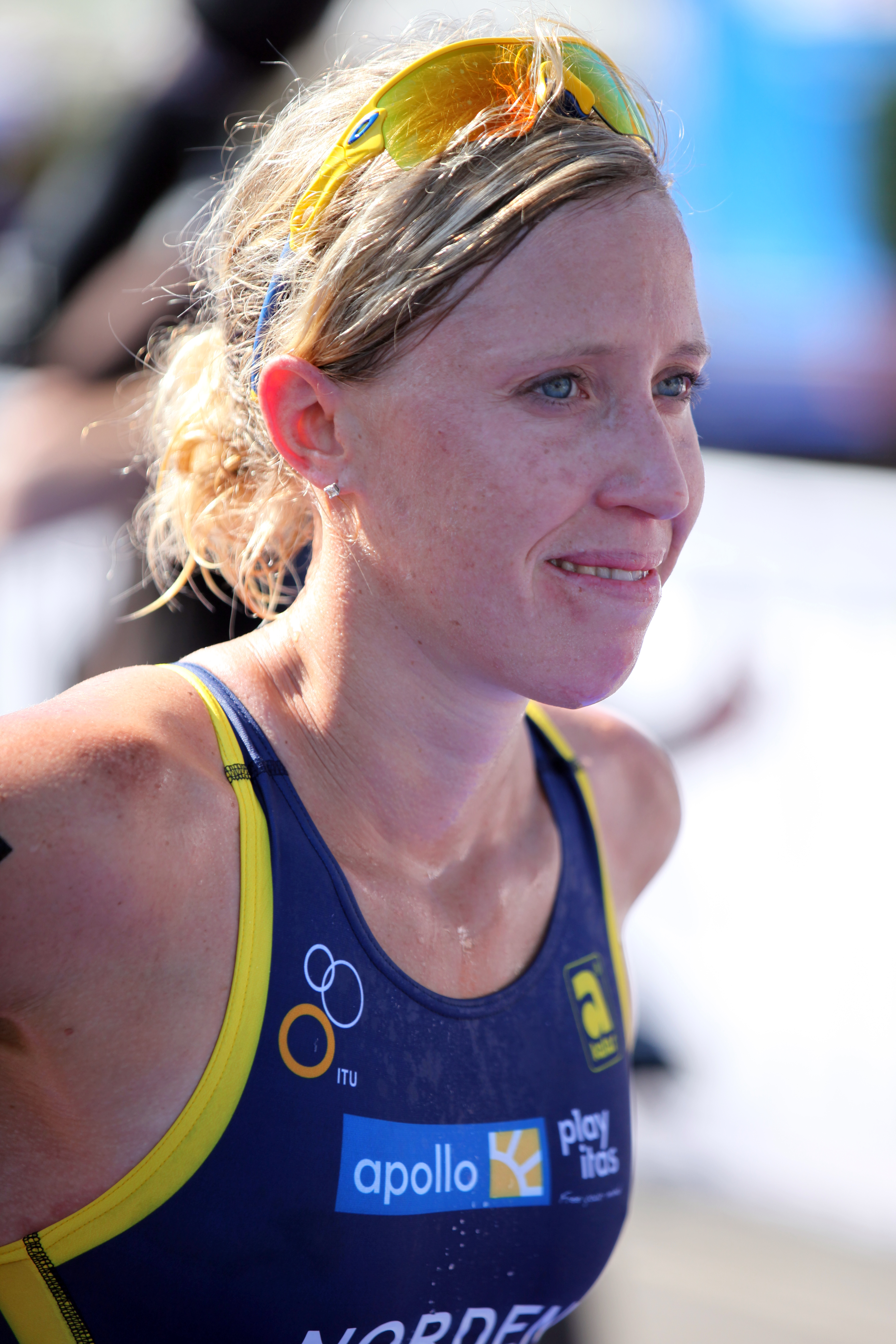
Lisa Nordén - Championne du Monde (2012)

| Rang | Nom             | Temps           |
| ---- | --------------- | --------------- |
| 1    | Aaron Royle     | 1 h 57 min 17 s |
| 2    | Fernando Alarza | 1 h 57 min 20 s |
| 3    | Thomas Bishop   | 1 h 57 min 21 s |

| Rang | Nom              | Temps           |
| ---- | ---------------- | --------------- |
| 1    | Non Stanford     | 2 h 13 min 06 s |
| 2    | Sarissa De Vries | 2 h 13 min 15 s |
| 3    | Joanna Brown     | 2 h 14 min 12 s |

### Championnats du monde junior
| Rang | Nom                 | Temps           |
| ---- | ------------------- | --------------- |
| 1    | Wian Sullwald       | 1 h 01 min 44 s |
| 2    | Simon Viain         | 1 h 01 min 58 s |
| 3    | Constantine Doherty | 1 h 01 min 59 s |

| Rang | Nom              | Temps           |
| ---- | ---------------- | --------------- |
| 1    | Fumika Matsumoto | 1 h 08 min 33 s |
| 2    | Léonie Périault  | 1 h 08 min 36 s |
| 3    | Tamara Gorman    | 1 h 08 min 39 s |